# Arecopais
Arecopais es un género de coleópteros de la familia Anthribidae.

## Especies
Contiene las siguientes especies:
- Arecopais spectabilis Broun, 1880